# میرسنول
میرسنول (به انگلیسی: Myrcenol) با فرمول شیمیایی C۱۰H۱۸O یک ترکیب شیمیایی با شناسه پاب‌کم ۱۰۹۷۵ است. که جرم مولی آن 154.24 g/mol می‌باشد. 